# Sisto Gara della Rovere

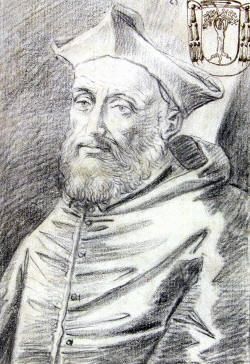
Kardinal Sisto della Rovere (Porträtstich)

Sisto Gara della Rovere (* 1473 in Savona; † 8. März 1517 in Rom) war Kardinal der römisch-katholischen Kirche. Er entstammte mütterlicherseits der Adelsfamilie Della Rovere.

## Leben

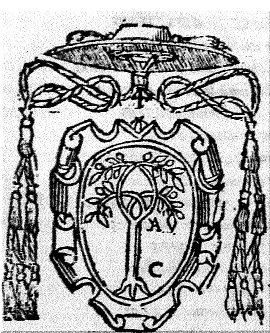
Kardinalswappen

Sisto war ein Sohn von Gabriele Gara und Luchina della Rovere, Schwester des Papstes Julius II. Ein Halbbruder von ihm war der Kardinal Galeotto Franciotti della Rovere. Über seine Jugendzeit sind keine historischen Quellen gesichert; denkbar ist, dass er durch seinen Onkel Julius II. zu einer kirchlichen Laufbahn angeleitet wurde. 
1507, nach dem Tod seines Halbbruders Galeotto, wurde Sisto della Rovere nach Rom berufen und im Konsistorium am 11. September zum Kardinalpriester von San Pietro in Vincoli kreiert. Am selben Tag wurde er zudem Apostolischer Administrator der Diözesen Lucca und Vicenza. Auf letztere verzichtete er 1509 nach Konflikten mit der Republik Venedig und wurde stattdessen Bischof von Padua. In den folgenden Jahren verschlechterte sich sein Gesundheitszustand zunehmend. Er reiste 1513 zwar zum Konklave, das Leo X. zum neuen Papst wählte, konnte aber dort nicht ohne Unterstützung an den Zeremonien teilnehmen.
Leo X. versuchte Kardinal della Rovere, in der Kurie stärker zu positionieren, aus gesundheitlichen Gründen lehnte dieser allerdings ab. Er verfasste auf Bitten des Papstes lediglich Gutachten zur bevorstehenden Kreierung mehrerer Kardinäle, darunter Giulio de’ Medici, und trat im März 1514 die Verwaltung des Erzbistums Benevent ab, die er seit 1508 innehatte. Ab 1516 musste er dauerhaft gepflegt werden und starb im Folgejahr im Palazzo della Cancelleria. Beigesetzt wurde er in seiner Titelkirche San Pietro in Vincoli.